# Dekanat buski
Dekanat buski – jeden z 33 dekanatów rzymskokatolickiej diecezji kieleckiej. Tworzy go 10 parafii:
- Balice – pw. Św. Stanisława
- Busko-Zdrój – pw. św. Brata Alberta Chmielowskiego
- Busko-Zdrój – pw. Bożego Ciała
- Busko-Zdrój – pw. Niepokalanego Poczęcia NMP
- Dobrowoda – pw. św. Marii Magdaleny
- Janina – pw. św. Wojciecha b. m.
- Oleszki – pw. Najświętszego Serca Jezusa
- Szaniec – pw. Wniebowzięcia NMP
- Szczaworyż – pw. św. Jakuba Ap.
- Zagość – pw. św. Jana Chrzciciela